# Wigstaartreuzennachtzwaluw
De wigstaartreuzennachtzwaluw (Nyctibius aethereus) is een vogel uit de familie Nyctibiidae (reuzennachtzwaluwen).

## Verspreiding en leefgebied
Deze soort komt voor in het Amazonebekken en zuidoostelijk Zuid-Amerika en telt drie ondersoorten:
- N. a. chocoensis: westelijk Colombia.
- N. a. longicaudates: het Amazonebekken.
- N. a. aethereus: zuidoostelijk Brazilië, zuidoostelijk Paraguay en noordoostelijk Argentinië.